# 木内岳志
木内 岳志（きうち たけし、1960年 - ）は、日本の農林水産技官。農林水産省東北農政局長等を経て、独立行政法人農林水産消費安全技術センター理事長。

## 人物・経歴
鹿児島県生まれ。1983年、鹿児島大学農学部農学科を卒業、農林水産省入省。
2011年、農林水産省大臣官房参事官。
2013年、農林水産省大臣官房環境政策課長。
2015年、農林水産省北陸農政局次長。2017年から農林水産省東北農政局長を務め、地元地方公共団体首長との意見交換会を開催するなどした。
2018年、公益社団法人大日本農会技術参事。
2019年、独立行政法人農林水産消費安全技術センター理事長に就任。2023年4月1日、再任。